# Hoseas bok

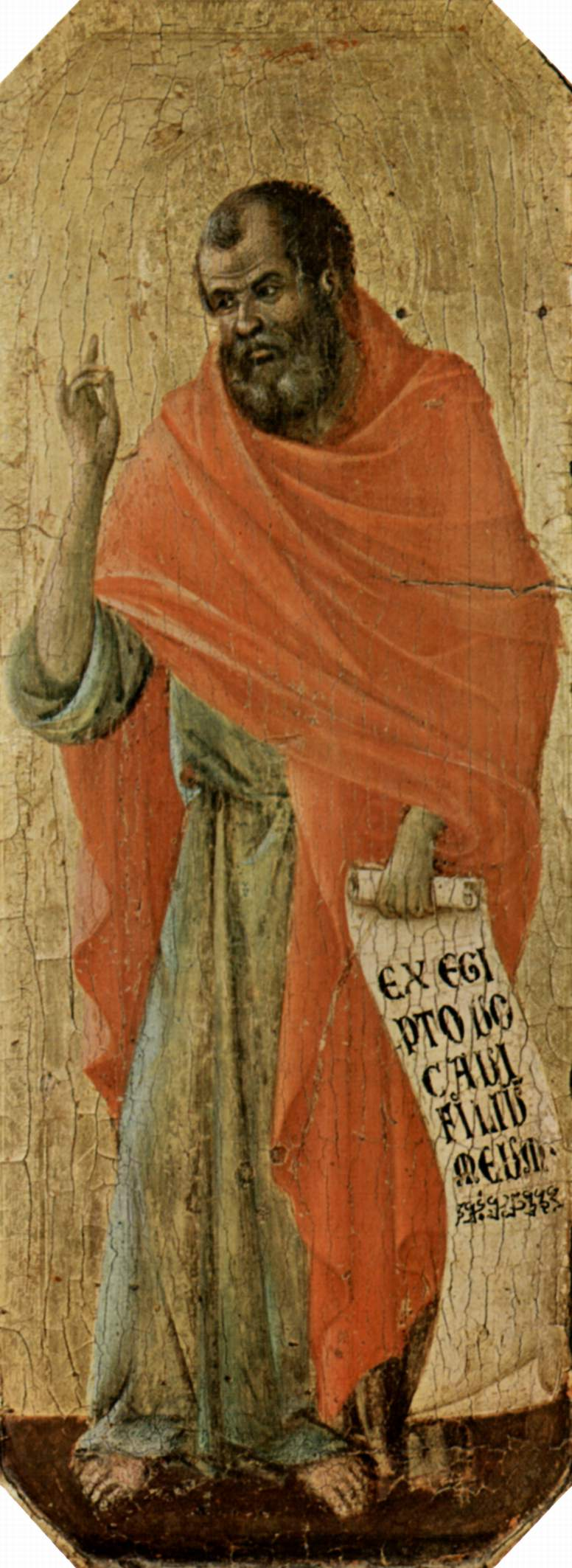
Hosea (Buoninsegna, 1310)

Hoseas bok (hebr. הושע) är en bok i judendomens Neviim ("profeterna") och kristendomens Gamla Testamente.
Profeten Hosea verkade i det israeliska Nordriket från cirka 750 f.Kr. till förstörelsen av huvudstaden Samaria år 722 f.Kr. Hans bok är den första i Tolvprofetboken med de så kallade mindre profeterna och är känd för två radikala bilder för Guds kärlek till människorna. I kapitel 1–3 liknar Hosea det avfälliga Israels folk vid Guds otrogna hustru, och i kapitel 11 talar han om dem som Guds fosterbarn.

## Nordrikets enda profetröst
Hosea är den enda skrift vi har kvar från det israeliska Nordriket, som bildades när tio av de tolv israeliska stammarna bröt sig loss från Jerusalem vid kung Salomos död och valde en egen kung. Den representerar alltså en teologi som är oberoende av Jerusalem, som annars dominerar hela Gamla Testamentet.
Hosea 14:3 är en central vers inom judendomen. Denna vers introducerar bönen som ett medel för att närma sig Gud utan djuroffer genom att uppriktigt be om förlåtelse och därigenom få försoning för sin synd. Detta koncept återfinns även i exempelvis 1 Konungaboken 8:46-50 från tempelinvigningen och ett flertal ställen i Psaltaren.
När judarna senare i historien har levt spridda i andra länder och utan tempel och offersystem har detta koncept från Hoseas tid varit viktigt för judar för att kunna erhålla försoning för synder och närma sig Gud.
Bokens hebreiska är ovanligt svårtolkad, vilket delvis beror på att texten blivit skadad och att fel uppstått i kopieringen innan masoreterna standardiserade den. En bidragande orsak kan vara att språket mellan nord och syd skilde sig åt, att vi har en annan hebreisk dialekt i Hosea. Dessutom har Hosea ett rikt bildspråk med många poetiska liknelser som lätt blir svårförståeliga efter några tusen år.
I Bibel 2000 finns flera ställen där översättarna gett upp försöken att översätta texten. Sådana ställen markeras med "[---]".

## Historisk kontext
I bokens första vers dateras Hoseas verksamhet till kung Jerobeam II:s regeringstid i Nordriket och kungarna Ussia, Jotam, Achas och Hiskia i Sydriket. De bägge första av dessa kungar tillträdde varsin tron år 787 f.Kr., men när Jerobeam avlider 40 år senare har vi bara kommit till Jotam i den andra kungalängden, och när slutligen Hiskia tillträder år 715 f.Kr. har Nordriket krossats av Assyrien och huvudstaden Samaria finns inte längre. Troligen handlar det om att profeten inte vill erkänna de mördare och kuppmakare som efterträder Jerobeam, utan så småningom flyr landet till Jerusalem för att sammanställa och sprida sitt budskap.
Under Hoseas verksamhetstid blir assyrierna ett allt större hot mot israeliterna. Redan 841 f.Kr. tvingas Nordrikets kung Jehu underkasta sig den assyriske kungen Shalmaneser III, men efter ett par års skatteleverans lär israeliterna ha återvunnit sin självständighet gentemot de betydligt svagare assyriska kungarna Shalmaneser IV, Ashur-Dan III och Ashur-nirari V.
Under Tiglat-pilesar III däremot, expanderar Assyrien snabbt, och underkuvar både Babylon och Damaskus. Trycket mot de små judiska staterna blir starkt, och alla väntar sig att det bara är en tidsfråga innan den assyriska armén kommer på besök.
På 740-talet f.Kr. kommer slutligen kriget, och assyrierna besätter ett flertal städer i östra delen av landet. Kungarna Achas i Jerusalem och Menahem i Samaria betalar tribut och blir sannolikt i praktiken lydfurstar under Assyrien.
När Tiglatpileser dör och makten går vidare till hans son Salmanassar V, passar den israeliske kungen, som nu heter likadant som profeten men inte är samma person, på att göra uppror. Det visar sig vara ett av världshistoriens större misstag. År 722 f.Kr. intar den assyriske generalen Sargon (sedermera Sargon II) Samaria, och deporterar inte mindre än 27 290 av dess invånare till andra delar av väldet. Nya invånare tvångsdeporteras åt andra hållet, och den resulterande folk- och religionsblandningen ger upphov till de samarier som är kända från Nya Testamentet.

## Det symboliska äktenskapet
I kapitel 1 gifter sig profeten med en prostituerad kvinna och skaffar barn med henne. Förhållandet är tänkt att symbolisera Guds förhållande till israeliterna. Tanken är att Israels folk har slutit ett förbund med Gud, som är att likna vid ett äktenskap. Därefter har folket vänt sig till andra gudar, särskilt Baal och Astarte, vars kulter var vanliga bland folken runt omkring vid den här tiden, alltså varit otrogen sin make. Texten uttrycker den försmådde makens ilska och besvikelse över det inträffade, blandat med den obändiga kärlek han fortfarande känner för den otrogna.
En ordlek som inte riktigt kommer fram i översättningarna bygger på att ett av de hebreiska orden för make är baal, som samtidigt används som egennamn för en av de konkurrerande gudarna. Israel har alltså övergett sin baal för Baal.
Orden "Hon är inte min hustru, och jag är inte hennes man" i 2:2 är ord som användes för att formellt upplösa äktenskap i den dåtida juridiken. Enligt den svenske teologen Åke Viberg, som doktorerat på profeters symbolhandlingar, var det i den här kulturen bara kvinnor som kunde bryta sitt eget äktenskap. Om en man låg med en kvinna som inte var hans hustru, var det inte något problem, såtillvida hon inte var gift med någon annan - då bröt mannen hennes äktenskap.

## Den upproriske tonåringen
I kapitel 11 är Israels folk i stället en upprorisk tonåring, som Gud inte vet vad han skall göra med. Han minns hur han hittade honom på barnhemmet i Egypten, hur han tagit honom i sina armar, lyft honom till kinden, gett honom att äta och lärt honom gå. Men nu har hans barn övergett honom. Ju mer han ropar, desto längre bort från honom går han.
Gud våndas, längtar och vredgas över sitt folk. Han är oerhört arg, men inser att det inte tjänar något till att låta känslorna få utlopp, och håller därför igen på vreden. Han kan inte för sitt liv förstå varför människorna vänder sig bort från honom som ger dem livets alla goda gåvor, men kan heller inte skydda dem från konsekvenserna av att gå vilse.
Bilden av en tvekande Gud med starka motstridiga känslor kontrasterar skarpt mot många andra gammaltestamentliga texter, och är en mycket avancerad gudsbild för att vara från 700-talet f.Kr..